# Heckeneilzug
Heckeneilzug, auch Heckenblitz oder Bauernblitz, war eine umgangssprachliche Bezeichnung für einen Eilzug in Deutschland, dessen Start- und Endbahnhöfe in der Regel in Ballungsgebieten lagen, der aber auf seinem meist langen Laufweg zwischen den Ballungsräumen vorwiegend über Nebenbahnen oder wenig frequentierte Hauptbahnen geführt wurde, die nicht von Schnellzügen befahren wurden.

## Geschichte
Heckeneilzüge entstanden in den 1950er Jahren aus dem Bestreben heraus, den Verkehr zu beleben und entlegenere und strukturschwächere Regionen ohne Umsteigen an wichtige Ballungsräume und Großstädte anzubinden. Hierzu wurden die Laufwege einzelner Züge bzw. Zugpaare so durchgebunden, dass auch Strecken befahren wurden, die sonst keinen überregionalen Verkehr aufzuweisen hatten. Die meisten dieser Verbindungen wurden vom Publikum gut angenommen, denn sie boten die Möglichkeit, weiter entfernte Ballungsgebiete mit akzeptabler Reisegeschwindigkeit ohne Umsteigen und ohne den bei Schnellzügen fälligen Zuschlag zu erreichen. Der Komfort des eingesetzten – meist modernen − Wagenmaterials trug zusätzlich zur Akzeptanz bei. Zur Darstellung der Zugläufe im Kursbuch wurden teilweise eigene Fahrplantabellen im Fernverkehrsteil eingerichtet.
Die Anzahl solcher Zugläufe stieg im Laufe der Jahre an, bis in den 1970er Jahren durch die fortschreitende Stilllegung vieler Nebenbahnen ein Niedergang einsetzte und die Heckeneilzüge zunehmend entfielen. Um Zugläufe dennoch im Wesentlichen zu erhalten, wurden teilweise neue Laufwege auf noch bestehenden Strecken eingeführt. So lief zum Beispiel der Eilzug Bremerhaven–Frankfurt (Main) zum Schluss über Altenbeken und Kassel, nachdem der durchgehende Personenverkehr auf der befahrenen Bahnstrecke Paderborn–Brilon 1974 eingestellt worden war.
Einzelne Heckeneilzüge wurden ab 1983 mit Abschaffung des obligatorischen Schnellzug-Zuschlags in Schnellzüge umgewandelt. Im Zuge der schrittweisen Einführung von Taktverkehren im SPNV ab Anfang der 1990er Jahre und verstärkt seit Umsetzung der Bahnreform und Regionalisierung ab Mitte der 1990er Jahre entfielen die noch verbliebenen Heckeneilzüge schrittweise. Der Eilzug als Zuggattung wurde 1995 durch den Regional-Express (RE) ersetzt. Einer der letzten bekannten Vertreter seiner Art war der Kleber-Express von München nach Freiburg, der 1995 zu einem RE wurde, letztlich jedoch 2003 zugunsten von Taktverbindungen auf seinen Teilstrecken eingestellt wurde.

## Abgrenzung
Die Bezeichnung Heckeneilzug wird fast ausschließlich für Züge der Deutschen Bundesbahn (DB) verwendet. Der Begriff stammt aus der Eisenbahnpresse und -literatur und wurde von der DB selbst offiziell nicht verwendet.
Für Züge anderer Bahnverwaltungen ist die Bezeichnung nicht gebräuchlich, obgleich das Konzept solcher Zugläufe bspw. auch in Frankreich angewendet wurde. Bereits vor dem Zweiten Weltkrieg führte die Deutsche Reichsbahn Schnell- und Eilzüge über entsprechende Strecken.
Ähnliche Merkmale wie die Heckeneilzüge wiesen nach der Abschaffung der Zuggattung Eilzug einige Regionalexpress-Züge auf (siehe Regional-Express#Langlaufende Regional-Express-Züge). In der Zeit von 2002 bis 2007 verkehrte – in der Nachfolge des Interregio München–Leipzig – eine Regionalexpress-Linie unter dem Namen Vier-Länder-Express mit zwei durchgehenden Zugpaaren von Leipzig nach München über mehrere nicht im Fernverkehr betriebene Strecken, darunter auch eine Nebenbahn. Sie bediente auf ihrem Laufweg von 476 Kilometern Orte wie Zeitz, Gera, Zeulenroda, Weida, Mehltheuer, Hof und Regensburg.

## Beispiele früherer Heckeneilzüge
- (Rheine –) Bentheim – Gronau – Stadtlohn – Borken – Bottrop – Essen – Kettwig – Düsseldorf – Mönchengladbach („Grenzland-Express“: bis 1958: E 863/864, dann E 867/868;  Sommer 1962: Et 825/826)[3]
- Bad Wildungen – Korbach – Brilon Wald – Arnsberg – Hagen – Bochum – Essen – Oberhausen – Emmerich – Arnhem – Utrecht – Amsterdam (E 175/176 Bad Wildungen – Arnhem ab 1936 bis in den Zweiten Weltkrieg; 1963 – 1972: E 768/791, 1979 – 1990/91: E 2328/2329, zwischenzeitlich in Schnellzug „D“ umgewandelt)[4][5]
- (Bremerhaven-Lehe –) Bremen – Sulingen – Rahden – Bünde – Bielefeld – Paderborn – Brilon Wald – Korbach – Marburg – Frankfurt (E 151/152, Sommer 1949; E 452/451 ab Sommer 1953, ab Winter 1969/70  E 1762/1763; im Sommer 1975 und Winter 1976/77 Hamburg-Altona – Nienburg – Minden – Herford – Altenbeken – Brilon Wald – Marburg – Frankfurt, im Winter 1977/78 mit geändertem Laufweg Bremerhaven-Lehe – Bremen – Nienburg, weiter wie oben, jeweils als E 2832/2833)[6][7]
- Flensburg – Eckernförde – Lübeck – Büchen – Lüneburg – Uelzen – Isenbüttel-Gifhorn – Braunschweig – Goslar( – Bad Harzburg) / Kreiensen (– Kassel) (E 565/566 bis/ab Goslar, Sommer 1962; E 2873/2872 bis Kreiensen/ab Kassel, Kurswagen nach/von Goslar-Bad Harzburg, Winter 1977/78)
- Frankfurt – Niedernhausen – Limburg – Altenkirchen – Au – Köln (E 1779/1780/1792/1793, Sommer 1962; E 3382/3383/3392/3393, Sommer 1985, E 3383 werktags außer samstags von Düren)
- Frankfurt – Hanau – Eberbach – Stuttgart (Odenwaldexpress, bis 2004; E 553/554/555/556, Sommer 1962; RE 15201/15202/15203/15204/15205/15206, 2002/2003)
- Frankfurt – Hanau – Aschaffenburg – Wertheim – Crailsheim – Aalen – Ulm (E 1750/1751, E 1752/1753, Sommer 1970)
- Frankfurt – Marburg – Erndtebrück – Siegen – Köln (E 781/782, Sommer 1962)
- Freiburg – Basel Bad – Schaffhausen – Radolfzell – Friedrichshafen – Lindau – Hergatz – Kißlegg – Leutkirch – Memmingen – Buchloe – München (E 827, Gegenrichtung als Kurswagen (Lindau) D 96 / E 822, Sommer 1962)
- Göttingen – Bodenfelde – Wehrden – Altenbeken – Soest – Hagen – Wuppertal-Elberfeld – Opladen – Köln (E 2740/2741, Winter 1977/78)
- Kiel – Hamburg – Rotenburg – Verden – Nienburg – Minden – Herford – Altenbeken – Kassel – Gießen – Frankfurt (E 1734/1735 Hamburg – Verden – Paderborn, Sommer 1970)
- Köln – Leverkusen – Düsseldorf – Wuppertal – Hagen – Arnsberg – Brilon Wald – Korbach – Frankenberg – Marburg (E 2845/2844, 1982–84)
- München – Memmingen – Aulendorf – Sigmaringen – Tuttlingen – Donaueschingen – Freiburg (Kleber-Express) (E 1582/1583, Sommer 1970)
- München – Landshut – Regensburg – Schwandorf – Hof – Mehltheuer – Gera – Leipzig (Vierländerexpress, 2002 – 2007; RE 16203/16208/16211/16216, Winter 2002/2003)
- Wilhelmshaven (bis 1959) – Oldenburg – Quakenbrück – Rheine – Coesfeld – Dorsten – Bottrop – Oberhausen – Duisburg (E 829/830, Sommer 1962)[8]
- Paderborn – Brilon Wald – Meschede – Wennemen – Finnentrop – Olpe – Dieringhausen – Köln (Kardinalsexpress genannt, weil er die Bischofsstädte Paderborn und Köln verband; 27. Mai 1963 bis 30. Mai 1965[9])
- Stuttgart – Horb – Rottweil – Donaueschingen – Neustadt – Freiburg (E 585/586, Sommer 1962)
- Stuttgart – Aalen – Donauwörth – Augsburg – München (E 841/842, Sommer 1962)